# Valsot
Valsot es una comuna suiza del cantón de los Grisones, ubicada en la Región de Engiadina Bassa/Val Müstair. Surgió el 1 de enero de 2013 a partir de la fusión de las antiguas comunas de Ramosch y Tschlin.